# Dexia velutina
Dexia velutina är en tvåvingeart som först beskrevs av Louis-Paul Mesnil 1953.  Dexia velutina ingår i släktet Dexia och familjen parasitflugor. Inga underarter finns listade i Catalogue of Life.